# Roman Bobak
Roman Jaroslawowytsch Bobak (ukrainisch Роман Ярославович Бобак; * 1. Dezember 1990 in Sambir) ist ein ukrainischer Fußballspieler.

## Karriere
Bobak begann seine Karriere beim UFK Dnipropetrowsk. 2007 wechselte er nach Polen zu Stal Rzeszów. Im Januar 2008 schloss er sich Siarka Tarnobrzeg. 2010 verließ er Siarka und Polen.
Im Januar 2011 wechselte er zurück in die Ukraine zum FK Stal. Wo Bobak zwischen Sommer 2011 und 2015 spielte, ist nicht bekannt. Die Saison 2015/16 verbrachte er in Polen bei Piast Tuczempy.
Zur Saison 2016/17 wechselte er abermals zurück in die Ukraine zum Zweitligisten Hirnyk-Sport Horischni Plawni. Nach sieben Spielen für Hirnyk-Sport in der Perscha Liha schloss er sich im Januar 2017 dem österreichischen Regionalligisten SK Austria Klagenfurt an. Für die Kärntner absolvierte er elf Spiele in der Regionalliga und erzielte dabei drei Treffer.
Zur Saison 2017/18 wechselte er zum fünftklassigen SC Ritzing. Mit Ritzing stieg er zu Saisonende in die Burgenlandliga auf. Im August 2018 wechselte er nach Deutschland zur fünftklassigen TSG Neustrelitz.